# Усть-Нейское сельское поселение
Усть-Не́йское се́льское поселе́ние — муниципальное образование в Макарьевском районе Костромской области России.
Административный центр — деревня Якимово.
Название — по селу Усть-Нея

## География
Поселение находится в нижним течении реки Неи.

## История
Усть-Нейское сельское поселение образовано 30 декабря 2004 года в соответствии с Законом Костромской области № 237-ЗКО, установлены статус и границы муниципального образования.
28 февраля 2011 года в соответствии с Законом Костромской области от 8 декабря 2010 года № 13-5-ЗКО в состав Усть-Нейского сельского поселения включены упразднённые Красногорское, Юркинское и Нижне-Нейское сельские поселения.
Территория поселения — бывший советский Усть-Нейский сельсовет, историческая Усть-Нейская волость в составе
Понизовской волости Унженской осады, впоследствии вошедшую в Зарецкую волость Макарьевского уезда Костромской губернии..

## Население
| 2008  | 2010  | 2012  | 2013  | 2014  | 2015  | 2016  |
| ----- | ----- | ----- | ----- | ----- | ----- | ----- |
| 1983  | ↘407  | ↗1709 | ↘1638 | ↘1548 | ↘1500 | ↘1452 |
| 2017  | 2018  | 2019  | 2020  | 2021  |       |       |
| ↘1415 | ↘1378 | ↘1346 | ↘1313 | ↘1004 |       |       |

## Состав сельского поселения
| №  | Населённый пункт | Тип населённого пункта          | Население |
| -- | ---------------- | ------------------------------- | --------- |
| 1  | Аксентьево       | деревня                         | →0        |
| 2  | Алешино          | деревня                         | ↗1        |
| 3  | Андреевское      | деревня                         | ↘14       |
| 4  | Березники        | деревня                         | ↘2        |
| 5  | Быстрово         | деревня                         | ↘83       |
| 6  | Великуша         | деревня                         | →0        |
| 7  | Власово          | деревня                         | ↗43       |
| 8  | Выломы           | деревня                         | ↘8        |
| 9  | Высоковка        | деревня                         | ↘7        |
| 10 | Вышково          | деревня                         | ↗10       |
| 11 | Домань           | деревня                         | ↘10       |
| 12 | Ефино            | деревня                         | ↘127      |
| 13 | Завражье         | деревня                         | ↘0        |
| 14 | Заречье          | деревня                         | ↗229      |
| 15 | Исаково          | деревня                         | ↗6        |
| 16 | Киселиха         | деревня                         | ↘16       |
| 17 | Климитино        | деревня                         | ↗141      |
| 18 | Колбино          | деревня                         | ↘6        |
| 19 | Кондратово       | деревня                         | ↗21       |
| 20 | Косуево          | деревня                         | →0        |
| 21 | Красногорье      | село                            | ↘57       |
| 22 | Куриловка        | деревня                         | ↘9        |
| 23 | Лопаты           | посёлок                         | ↗187      |
| 24 | Малое Ивакино    | деревня                         | ↗13       |
| 25 | Манылово         | деревня                         | ↗28       |
| 26 | Марковица        | деревня                         | →29       |
| 27 | Никулиха         | деревня                         | ↘10       |
| 28 | Новосёлки        | деревня                         | ↗38       |
| 29 | Полома           | деревня                         | ↗12       |
| 30 | Починок          | деревня                         | ↘3        |
| 31 | Ракульское       | деревня                         | →0        |
| 32 | Селезенево       | деревня                         | →0        |
| 33 | Селище           | деревня                         | ↘11       |
| 34 | Сосновка         | деревня                         | ↘32       |
| 35 | Стариково        | деревня                         | ↗83       |
| 36 | Старово          | деревня                         | ↘5        |
| 37 | Усть-Нея         | село                            | →3        |
| 38 | Хмелёвка         | деревня                         | ↗6        |
| 39 | Хребтово         | деревня                         | ↗2        |
| 40 | Юркино           | деревня                         | ↘279      |
| 41 | Якимово          | деревня, административный центр | ↘233      |

### Упразднённые населённые пункты
- 2025 год — деревни Булино и Демидьево[18].